# Chandapur
Chandapur é uma vila no distrito de Nayagarh, no estado indiano de Orissa.

## Demografia
Segundo o censo de 2001, Chandapur tinha uma população de 5260 habitantes. Os indivíduos do sexo masculino constituem 51% da população e os do sexo feminino 49%. Chandapur tem uma taxa de literacia de 70%, superior à média nacional de 59.5%; a literacia no sexo masculino é de 76% e no sexo feminino é de 63%. 10% da população está abaixo dos 6 anos de idade.